# Protestas anti-LGBT en Etiopía de 2019
Una serie de protestas anti-LGBT a nivel nacional en Etiopía se produjeron en junio de 2019 tras el anuncio de que Toto Tours, una organización LGBT con sede en Chicago, visitaría Etiopía, y se publicó que visitaría sitios religiosos como Lalibela en octubre de ese año.
El 25 de mayo de 2019, el propietario de la empresa, Dan Ware, anunció que visitaría Etiopía mientras estaba de gira por Bulgaria y Rumania, y algunos activistas homosexuales etíopes recomendaron por correo electrónico que dejaran de visitar Etiopía. Ware también enfrentó amenazas de muerte por parte de sectas religiosas y comunitarias etíopes después de publicar en las redes sociales.
El anuncio previsto ha sido condenado por varios grupos religiosos y gubernamentales, en su mayoría de la Iglesia Ortodoxa Etíope Tewahedo. En una conferencia de prensa celebrada el 3 de junio, Dereje Negash, vicepresidente de la Asociación de la Iglesia Unida de Sileste Mihret, denunció el anuncio y afirmó que "la indiferencia del gobierno sobre la cuestión está ayudando al movimiento LGBT en este país de África Oriental".

## Antecedentes
Toto Tours, una organización LGBT con sede en Chicago, fue fundada en 1990 por Dan Ware. El 25 de mayo de 2019, mientras acompañaba a un grupo por Bulgaria y Rumania, Ware recibió una advertencia de un correo electrónico gay etíope que "...hay una campaña contra usted y sus clientes por parte de algunos de los llamados 'activistas' en Etiopía, por ser una empresa de viajes inclusiva y pensé que usted debería saber sobre el asunto, por la seguridad de sus empleados y clientes". Además, Ware anunció en las redes sociales que visitarían un sitio religioso como Lalibela en octubre de ese año. La publicación incluía un "juego de palabras alegre" que decía "We Will Rock You", en referencia a la canción del grupo musical Queen. Ware también informó amenazas de muerte y mensajes de odio tras sus publicaciones en las redes sociales.  Ware also reported death threat and hate messages for posting on social media.
Según el artículo 629 del Código Penal etíope, la homosexualidad es ilegal y se castiga con hasta 15 años de prisión. Esto aplica para ciudadanos nacionales y extranjeros.

## Desarrollo
A principios de junio de 2019 se llevaron a cabo protestas anti-LGBT organizadas a nivel nacional y numerosos grupos religiosos denunciaron repetidamente el plan propuesto para visitar Etiopía. En el evento patrocinado por el gobierno, el alcalde de Adís Abeba, Takele Uma Banti, anunció que Toto Tours no sería bienvenido en la ciudad en respuesta a una pregunta de la audiencia. El patriarca de la Iglesia Ortodoxa Etíope Tewahedo, Abune Matías, hizo una declaración en vídeo condenando la gira.
El 10 de junio, Ware escribió un requerimiento al Ministerio de Cultura y Turismo para que emitiera "...una declaración formal sobre la permisibilidad de nuestra gira planificada en octubre de 2019. Si nos prohíben, creemos que es justo que nos proporcionen la base legal para esa decisión. Si somos bienvenidos, es necesario que conste en acta para que la gente sepa que deben tratarnos de manera civilizada y respetuosa". Igualmente se solicitó recurso similar ante la Oficina del Primer Ministro, que tampoco fue rechazado.

## Respuesta
Numerosos grupos afiliados a la Iglesia Ortodoxa Etíope Tewahedo condenaron la gira. En una conferencia de prensa el 3 de junio, Dereje Negash, vicepresidente de la Asociación Unida Sileste Mihret, una organización tewahedo ortodoxa etíope, denunció esa gira citando que "la indiferencia del gobierno sobre el tema está ayudando al movimiento LGBT en el país de África Oriental".
Tagay Tadele, del Consejo Interreligioso de Etiopía, dijo que "el gobierno etíope debería detener inmediatamente los programas turísticos [LGBT] y los programas de citas que intentan utilizar nuestros sitios y patrimonio históricos".